# Departamento de Tillabéri
Tillabéri es un departamento situado en la región de Tillabéri, de Níger. En diciembre de 2012 presentaba una población censada de 227 352 habitantes. Su chef-lieu es Tillabéri, que también es la capital regional.
Se ubica en el noroeste de la región.

## Subdivisiones
Está formado por siete comunas, que se muestran asimismo con población de diciembre de 2012:
Comunas urbanas
- Tillabéri (47 678 habitantes)

Comunas rurales
- Anzourou (28 878 habitantes)
- Bibiyergou (1853 habitantes)
- Dessa (32 332 habitantes)
- Kourtèye (61 670 habitantes)
- Sakoira (26 776 habitantes)
- Sinder (28 165 habitantes)

Hasta 2011 se incluían también en este departamento las comunas rurales de Ayérou e Inates, que actualmente forman el departamento de Ayérou.